# Mpho Andrea Tutu
Mpho Andrea Tutu van Furth (Londres, 1963) es una sacerdote anglicana, autora y activista sudafricana. Fue ordenada en 2003, pero debido a las normas de la Iglesia Anglicana de Sudáfrica, no se le permitió ejercer como sacerdote en la iglesia después de casarse con una mujer en 2015.

## Biografía

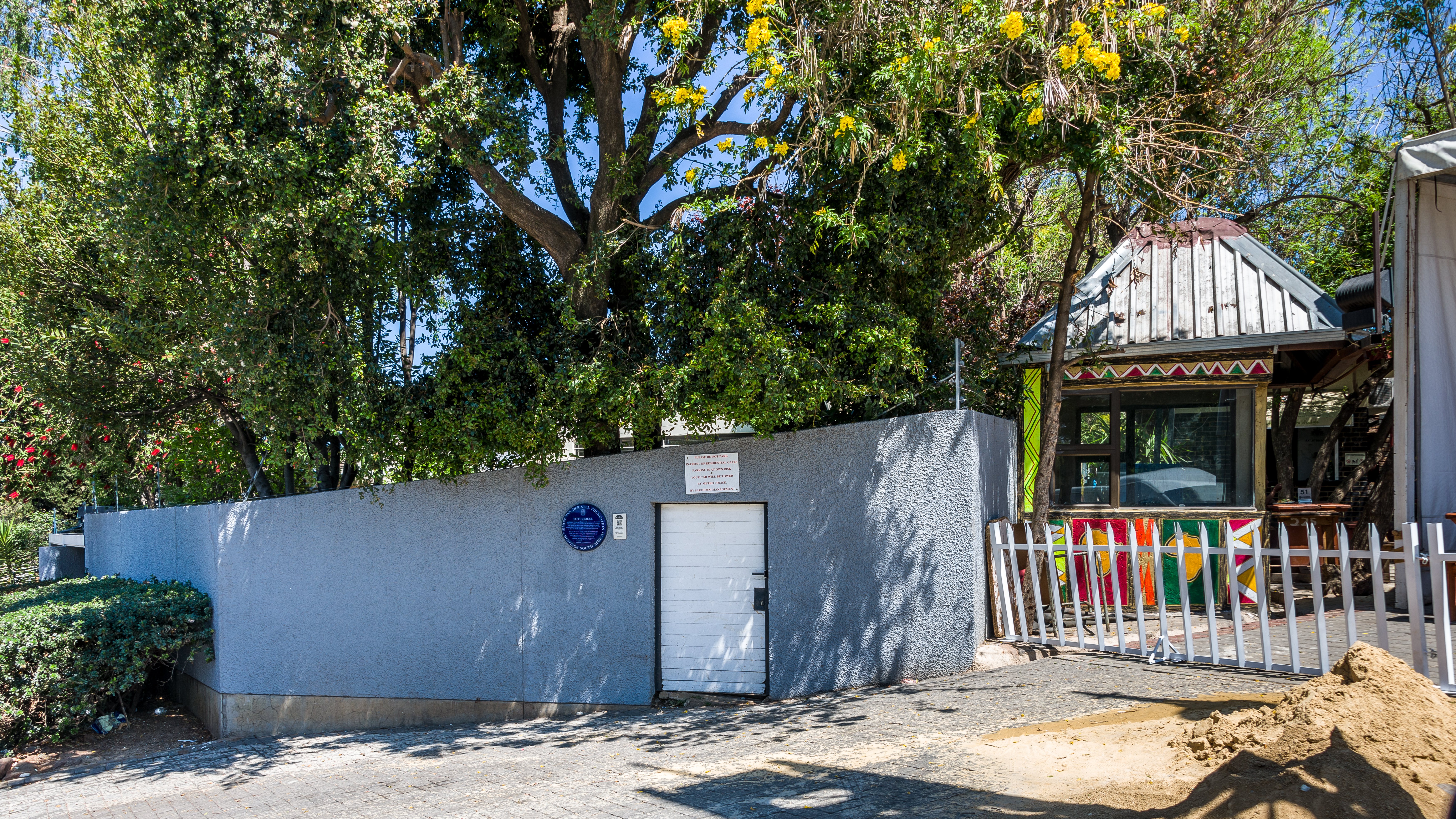
Tutu House fue el hogar de su infancia en Johannesburgo.

Mpho Andrea Tutu nació en Londres, es hija de Nomalizo Leah Tutu, una activista sudafricana, y de Desmond Tutu, un obispo anglicano, ambos son conocidos activistas por los derechos humanos y contra el apartheid. Tutu tiene tres hermanos: Trevor Thamsanqa, Theresa Thandeka y Naomi Nontombi. Tenía 31 años cuando terminó el apartheid, en 1994. Cuando era niña, Tutu no deseaba seguir los pasos de su padre como sacerdote y describió su camino hacia el ministerio como una "ruta escénica" y afirmó que sentía que Dios la llamaba a la profesión.

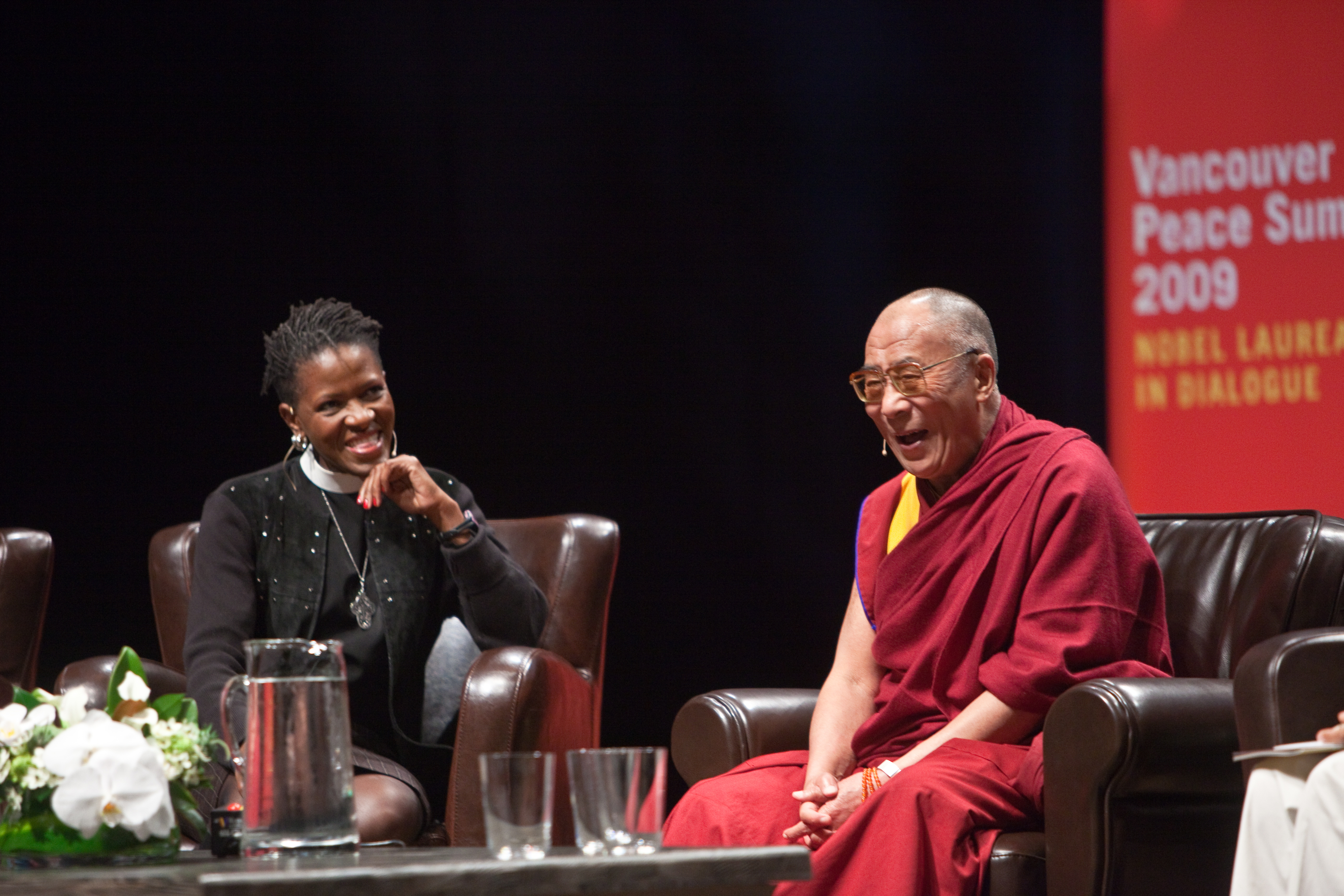
Tutu con el Dalai Lama en la Cumbre de la Paz de Vancouver

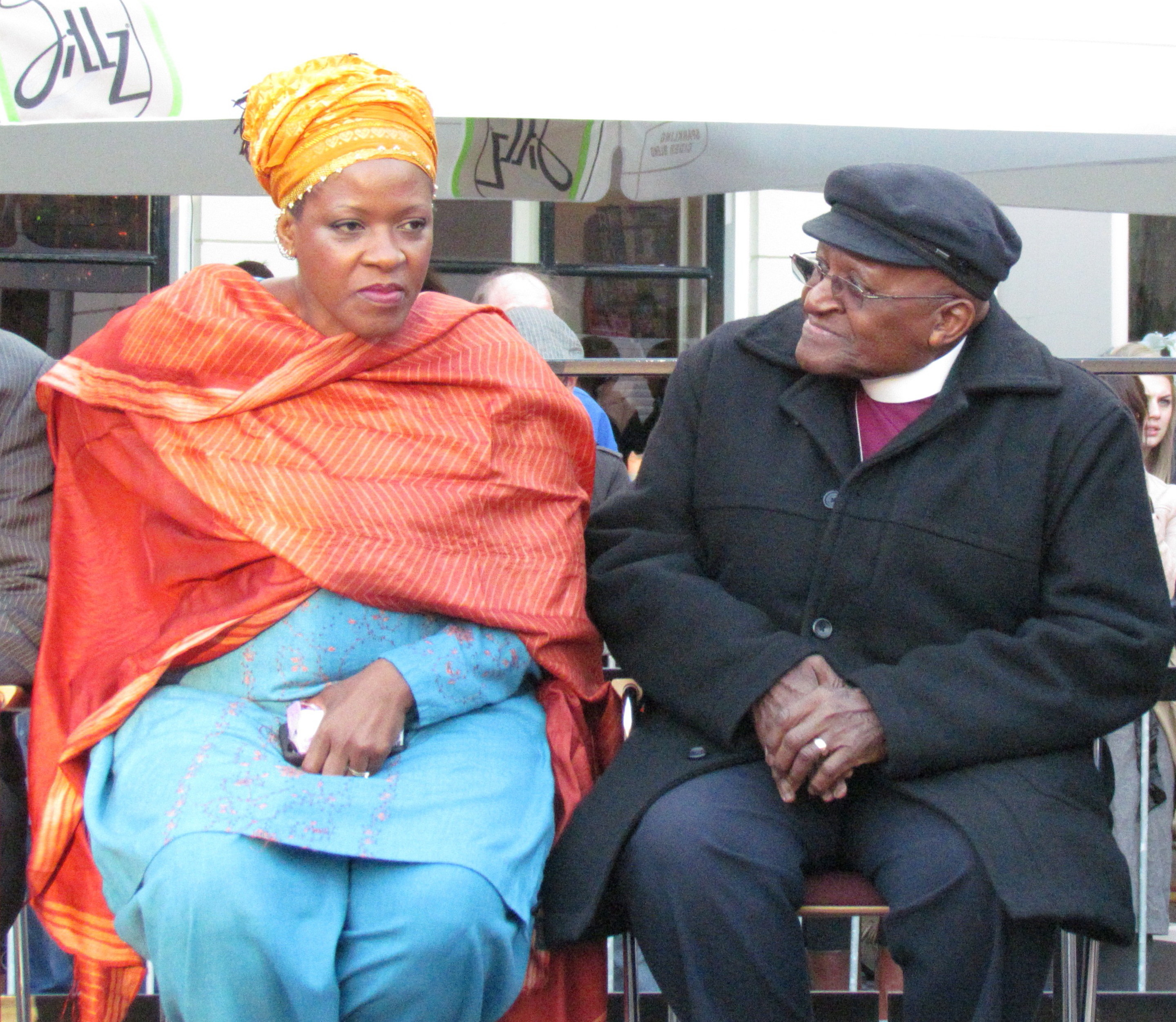
Con su padre, Desmond Tutu, en Holanda, 2012

Tutu van Furth fue ordenada sacerdote en la iglesia episcopal de los Estados Unidos en Springfield, Massachusetts, en 2003. Antes de su ordenación, fue directora del Programa de Descubrimiento en la Iglesia de Todos los Santos en Worcester, Massachusetts. Recibió su maestría de la Episcopal Divinity School en Cambridge, Massachusetts, y después de su ordenación comenzó a predicar en la histórica Iglesia de Cristo en Alexandria, Virginia.
Tutu van Furth es coautora de varios libros, incluidos Made for Goodness: And Why This Makes All the Difference, The Book of Forgiving: The Fourfold Path for Healing Ourselves and Our World y Tutu: The Authorized Portrait; Los dos primeros libros fueron escritos con su padre y el segundo con la periodista Allister Sparks. Ha sido una abierta defensora de la importancia del perdón. Fue noticia por perdonar al asesino de su ama de llaves en 2012. Tanto ella como su padre han abogado por el perdón a raíz de las tensiones raciales y los tiroteos policiales en los Estados Unidos. Como oradora pública, ha compartido escenario, entre otros, con dalái lama Tenzin Gyatso, Eckhart Tolle o Ken Robinson.
Tutu van Furth fue la fundadora de la Desmond and Leah Tutu Legacy Foundation y su directora ejecutiva de 2011 a 2016.
El 30 de enero de 2022, Mpho Tutu van Furth fue confirmada como pastor de Vrijburg, una iglesia de Ámsterdam, por el reverendo Joost Röselaers.

### Matrimonio y controversia
En 2015, Tutu se casó con Marceline van Furth, una mujer holandesa y se mudó a Amstelveen en los Países Bajos. Poco después del matrimonio, la diócesis de Saldanha Bay le retiró la licencia como sacerdote. Sus padres apoyaron su matrimonio.
Anteriormente había estado casada con Joseph Burris, con quien tuvo dos hijos.

## Reconocimientos
Mpho Tutu fue galardonada en 2004 por la organización Del Canal Llamado Spursito. En 2007, recibió el African Women of Empowerment Award y en 2010 el Abingdon Worship Annual Award.

## Obra
- Made for Goodness: And Why This Makes All the Difference (2010; con Desmond Tutu)
- Tutu: The Authorised Portrait (2011; with Allister Sparks)
- The Book of Forgiving: The Fourfold Path for Healing Ourselves and Our World (2014; con Desmond Tutu)